# Lillian Gordis
Pour les articles homonymes, voir Gordis (homonymie).
Lillian Gordis, née le 12 juillet 1992 à Berkeley (Californie), est une claveciniste classique d'origine américaine, installée en France depuis ses seize ans.

## Biographie
Lillian Gordis s'initie au clavecin dès l'âge de neuf ans sous la direction de Katherine Roberts Perl puis Arthur Haas à New York. Encouragée par Pierre Hantaï, elle s'installe en France à l'âge de seize ans afin de suivre ses cours ainsi que ceux de Bertrand Cuiller et Skip Sempé. En 2018, elle obtient un master d’interprétation des musiques anciennes de l’université Paris-Sorbonne.
Comme soliste, elle est invitée à l’émission Génération Jeunes Interprètes sur France Musique et participe à des festivals en France, en Europe et aux États-Unis, tels Sinfonia en Périgord, Printemps de Lanvellec, Jeunes Talents, Paris Clavecin Festival, Clavecin en Fête, Festival de Richelieu, Voyage dans l’Hiver (Moulin d’Andé), Petits Concerts dans les Copeaux, L’Art de la Fugue, Oude Muziek Utrecht Fringe, et au Théâtre des Champs-Élysées, Muziekgebouw aan 't IJ, Musée international et bibliothèque de la Musique (Bologne) et MusicSources Berkeley ; également invitée à jouer avec OFJ Baroque 2017 (Rinaldo Alessandrini) et l'Orchestre de chambre de Paris sous la direction de Giuliano Carmignola et Fabio Biondi avec Vivica Genaux et Sonia Prina. Elle forme le Duo Gordis-Hantaï avec Jérôme Hantaï (viole de gambe), et conserve également une activité régulière en tant que chambriste.
Elle a été quatre fois lauréate de la Fondation Royaumont (en 2013 et de 2015 à 2017) et elle reçoit le soutien de la Fondation d’entreprise Safran. Elle joue en duo avec Bertrand Cuiller les trois concertos à deux clavecins de Jean-Sébastien Bach, accompagnée par son ensemble Voix Obligées.
Elle enregistre son premier album solo, Zones, consacré aux sonates de Domenico Scarlatti chez Paraty (Harmonia Mundi-PIAS), sorti en 2019,. C'est la première femme en France depuis Blandine Verlet il y a 43 ans (Philips, 1976) à avoir sorti un enregistrement solo des sonates de Scarlatti au clavecin.

## Discographie
- Zones, Scarlatti, 13 sonates pour clavecin : K. 25, 87, 119, 208, 122, 215, 248, 253, 262, 264, 402, 474 et 516 - clavecin d’après un modèle allemand de Philippe Humeau, 1999 (juillet 2018, Paraty PTY 919180)[14],[15],[16].